# Alfaz del Pi
Alfaz del Pi (oficialmente en valenciano l’Alfàs del Pi) es una localidad y municipio, situado en la parte suroriental de la comarca de la Marina Baja. Perteneciente a la provincia de Alicante, en la Comunidad Valenciana en España. Cuenta con 20 053 habitantes (INE 2018), de los cuales aproximadamente el 56 % es de nacionalidad extranjera.

## Toponimia
El topónimo deriva del árabe الفحص (al-faḥṣ), «el campo sembrado».
Antiguamente se denominó como Alfaz hasta 1877, a partir de ese año y hasta 1887 como El Alfaz del Pino, y desde 1902 Alfaz del Pí.
(I) El traductor Google da otra posible etimología en árabe: الفأس alfas, o según la traducción del diccionario inglés-árabe del s. XIX: fâ'as; ambas con el significado de hacha (instrumento cortante). (II)
De (I) a (II) datos del ensayo Vástagos de Hércules.

## Geografía
En plena costa mediterránea, Alfaz del Pi limita con los municipios de Altea, La Nucía y Benidorm. 
El núcleo urbano se encuentra unos 3 km al interior, en las faldas de la Sierra Helada, pero el término municipal cuenta con 4 km de costa, destacando la playa del Albir.
La localidad se encuentra a 49 km de Alicante, la capital de la provincia, y a 142 km de Valencia, capital de la Comunidad Valenciana.

### Núcleos de población
El municipio alfasino comprende los siguientes núcleos de población
| El Albir Barranc Fondo Captivador Devesa Naranjos y Flores Escandinavia La Estrada Foia Blanca Jardín de Alfaz | Romeral El Tossalet Belmonte Oasis La Capitana Foia l'Om Residence Park San Rafael Arabí Plan Parcial Playa |

### Comunicaciones
Es una población muy bien comunicada con la A-7 por las salidas 65 (Benidorm) y 64 (Altea). También conecta con la N-332 Alicante-Valencia.
Se encuentra a 50 km de Alicante y a 5 km de Benidorm.
Además, cuenta con dos estaciones del TRAM Metropolitano de Alicante, que se dirigen hacia Denia y hacia Alicante.
Código postal
- 03580 - Alfaz del Pi, Arabí, Barranc Fondo, Belmonte Oasis, La Capitana, El Captivador, Devesa, Entre Naranjos y Flores, Escandinavia, Foia Blanca, Foia l'Olm, Jardín de Alfaz, Residence Park, Romeral, San Rafael y El Tossalet.
- 03581 - El Albir, La Estrada y Plan Parcial Playa.

## Historia

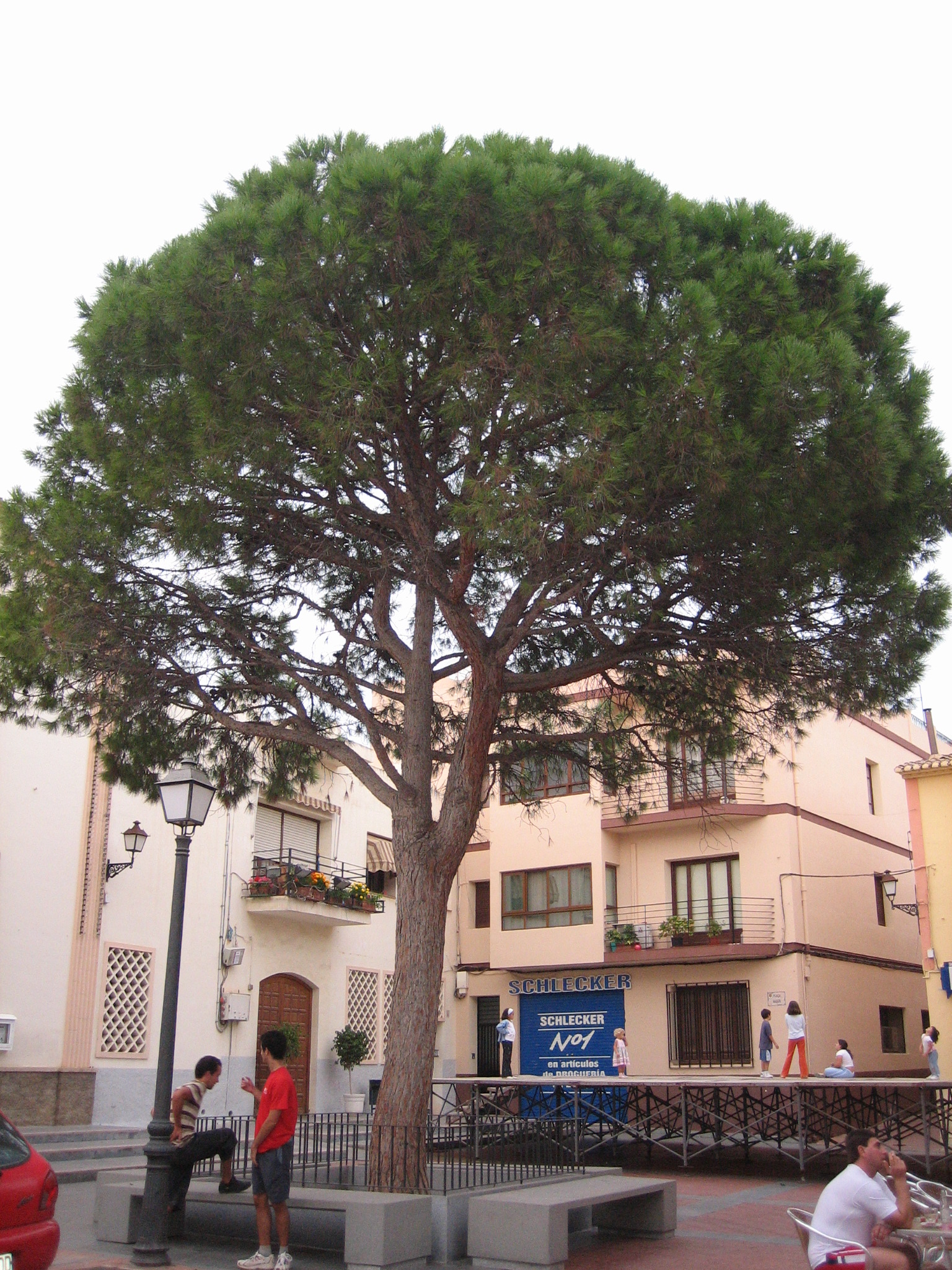
El pino plantado en la plaza Mayor es al que le debe el nombre el municipio

Alfaz se sitúa en sus orígenes a modo de núcleo con fortificación que le defiende de los ataques de piratas berberiscos. Tradicionalmente, su economía se basaba en frutales y almendros y en la actualidad es el turismo su principal fuente de ingresos.
Existe un yacimiento arqueológico junto a la playa de Albir que atestigua la presencia de colonos romanos durante los siglos II a IV de nuestra Era. Compartían el espacio con una población que, asentada allí desde el Neolítico, había experimentado a partir del siglo V a. C. la presencia de grupos de íberos que dejaron importantes vestigios y toponimia en la comarca.
Son muy limitados los vestigios de la dominación árabe en la zona (711 a 1258), pero uno de los factores decisivos de la configuración de la localidad hay que buscarlo en los enfrentamientos que a lo largo de los siglos XVII y XVIII tuvo que padecer toda la comarca alicantina por parte de los piratas y corsarios norteafricanos.
En el siglo XVI, el nombre del municipio era Alfaz del Polop. En aquellas fechas, la baronesa Beatriz Fajardo de Mendoza inicia la construcción de un sistema de riego, el llamado Rieg Mayor de Alfaz, con el fin de aumentar la riqueza agrícola de sus tierras. Esta acequia, que recoge sus aguas en el Monte Ponoig, transcurre por las poblaciones de Polop de la Marina, La Nucía, Alfaz del Pi y Benidorm.
En su recorrido se instalaron una gran cantidad de molinos, algunos de ellos todavía en pie, además de fuentes y lavaderos. Esta red de acequias, que 345 años después de su construcción todavía continúa funcionando, permitió un notable aumento de la producción agrícola y de la población asentada en esta zona. Finalmente, en 1836, Alfaz se independiza de Polop, pasando ahora a llamarse Alfaz del Pi, en honor al pino plantado en 1786 en la plaza mayor, que simboliza este acto de independencia.
Desde los 250 vecinos censados en 1836, Alfaz del Pi se ha convertido en una población con casi 22 000 habitantes. Es uno de los municipios alicantinos más turísticos de la Costa Blanca, con más de cien nacionalidades conviviendo en una perfecta calidad de vida internacional. A pesar de ello, su casco urbano todavía conserva rincones que nos trasladan a una pequeña población mediterránea con una economía basada en la agricultura. Las calles Baldones, Calvario, el Gallo o Baja, con su trazado estrecho y sus casas tradicionales, o la plaza Mayor, con el pino y la iglesia de San José, evocan una época en la que la vida se organizaba alrededor de los ciclos agrícolas y los tiempos se marcaban con los tañidos de las campanas.

## Demografía
Alfaz del Pi cuenta con una población de 20 160 habitantes (INE 2024).
| Gráfica de evolución demográfica de Alfaz del Pi entre 1842 y 2021                                                  |
| |
| Población de derecho según los censos de población del INE Población de hecho según los censos de población del INE |

| Nacionalidad | Hombres | Mujeres | Total  | %      | Proporción |
| ------------ | ------- | ------- | ------ | ------ | ---------- |
| Española     | 5036    | 5016    | 10 052 | 48.6 % |            |
| Extranjera   | 5190    | 5426    | 10 616 | 51.3 % |            |

| País                 | Hombres | Mujeres | Total | %       | Proporción |
| -------------------- | ------- | ------- | ----- | ------- | ---------- |
| Reino Unido          | 1073    | 1184    | 2257  | 21.3 %  |            |
| Rumania              | 344     | 372     | 716   | 6.7 %   |            |
| Alemania             | 230     | 242     | 472   | 4.4 %   |            |
| Rusia                | 129     | 222     | 351   | 3.3 %   |            |
| Italia               | 124     | 70      | 194   | 1.8 %   |            |
| Francia              | 87      | 96      | 183   | 1.7 %   |            |
| China                | 103     | 77      | 180   | 1.7 %   |            |
| Ucrania              | 71      | 103     | 174   | 1.6 %   |            |
| Colombia             | 61      | 92      | 153   | 1.4 %   |            |
| Argelia              | 85      | 66      | 151   | 1.4 %   |            |
| Bulgaria             | 63      | 53      | 116   | 1.1 %   |            |
| Marruecos            | 51      | 53      | 104   | 0.9 %   |            |
| Argentina            | 55      | 41      | 96    | 0.9 %   |            |
| Venezuela            | 28      | 49      | 77    | 0.7 %   |            |
| Polonia              | 33      | 37      | 70    | 0.6 %   |            |
| Ecuador              | 29      | 25      | 54    | 0.5 %   |            |
| Cuba                 | 25      | 28      | 53    | 0.4 %   |            |
| Pakistán             | 37      | 12      | 49    | 0.4 %   |            |
| Brasil               | 15      | 25      | 40    | 0.3 %   |            |
| Portugal             | 17      | 21      | 38    | 0.3 %   |            |
| Uruguay              | 8       | 14      | 22    | 0.2 %   |            |
| Chile                | 5       | 13      | 18    | 0.1 %   |            |
| Senegal              | 11      | 7       | 18    | 0.1 %   |            |
| República Dominicana | 3       | 11      | 14    | 0.1 %   |            |
| Bolivia              | 3       | 9       | 12    | 0.1 %   |            |
| Perú                 | 1       | 11      | 12    | 0.1 %   |            |
| Paraguay             | 2       | 8       | 10    | 0.09 %  |            |
| Nigeria              | 0       | 1       | 1     | 0.009 % |            |

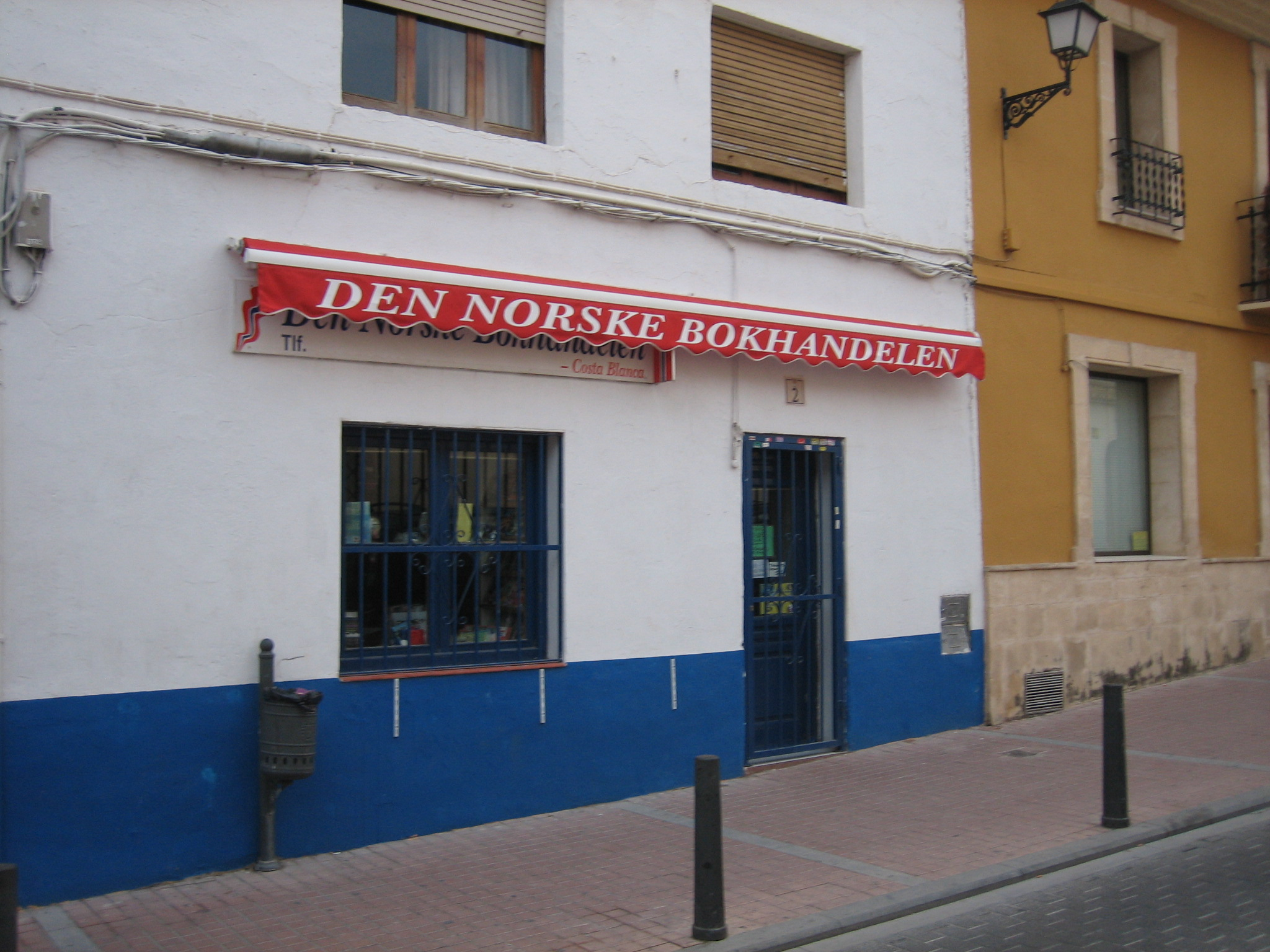
Tienda de productos noruegos

Como gran parte de los municipios de la costa de Alicante, la población mantuvo una ligera tendencia a emigrar a principios y mediados del siglo XX (hacia núcleos mayores de población y hacia el centro de Europa), tendencia que se invirtió a partir de los años 60, con unos grandes aumentos de población desde entonces. Actualmente, Alfaz del Pi es un municipio multinacional donde la población extranjera supera a la española. El 55,2 % de los habitantes censados en el 2007 eran extranjeros, principalmente de origen escandinavo, británico o neerlandés. Alfaz del Pi cuenta con la segunda mayor colonia de ciudadanos noruegos fuera de su país (tras la de Londres), que ronda los dos mil residentes censados.

## Economía
El principal sector económico del municipio es el turismo, pero conserva algo de industria y agricultura: viñedos, naranjos y limoneros, almendros, higueras y algarrobos.

## Administración y política
| Elecciones Municipales - Alfaz del Pi (2023) | Elecciones Municipales - Alfaz del Pi (2023) | Elecciones Municipales - Alfaz del Pi (2023) | Elecciones Municipales - Alfaz del Pi (2023) | Elecciones Municipales - Alfaz del Pi (2023) | Elecciones Municipales - Alfaz del Pi (2023) |
| Partido político                             | Partido político                             | Votos                                        | Votos                                        | Concejales                                   | Concejales                                   |
| -------------------------------------------- | -------------------------------------------- | -------------------------------------------- | -------------------------------------------- | -------------------------------------------- | -------------------------------------------- |
|                                              | Partido Socialista Obrero Español (PSOE)     | 3927                                         | 64,41 %                                      | 16                                           | 2                                            |
|                                              | Partido Popular (PP)                         | 953                                          | 15,63 %                                      | 3                                            | 1                                            |
|                                              | Vox                                          | 568                                          | 9,31 %                                       | 2                                            | 2                                            |

| Periodo   | Nombre                                             | Partido   |
| --------- | -------------------------------------------------- | --------- |
| 1979-1983 | Antonio Fuster García                              | PSPV-PSOE |
| 1983-1987 | Antonio Fuster García                              | PSPV-PSOE |
| 1987-1991 | Antonio Fuster García                              | PSPV-PSOE |
| 1991-1995 | Antonio Fuster García                              | PSPV-PSOE |
| 1995-1999 | Antonio Fuster García                              | PSPV-PSOE |
| 1999-2003 | Antonio Fuster García (hasta 2002) Juan Davó Soler | AIDDA PP  |
| 2003-2007 | Gabriel Such Pérez                                 | PP        |
| 2007-2011 | Vicente Arques Cortés                              | PSPV-PSOE |
| 2011-2015 | Vicente Arques Cortés                              | PSPV-PSOE |
| 2015-2019 | Vicente Arques Cortés                              | PSPV-PSOE |
| 2019-2023 | Vicente Arques Cortés                              | PSPV-PSOE |
| 2023-act. | Vicente Arques Cortés                              | PSPV-PSOE |

En 1997 Antonio Fuster abandonó el PSOE por sus discrepancias internas con la línea política de la Agrupación local socialista y más tarde fundaría un nuevo partido, AIDDA (Agrupación Independiente Democrática de Alfaz), una escisión del PSOE, con el que ganaría las elecciones en 1999. En 2002, tras 23 años como alcalde (18 con el PSPV-PSOE), fue apartado de la alcaldía, entre falsas acusaciones de enriquecimiento ilícito nunca probadas, mediante una moción de censura antinatura pactada entre el PSOE local y el PP, hecho éste que derivó en la expulsión del PSOE de todos los concejales socialistas que participaron en aquel Pleno donde se descabalgó a Antonio Fuster de la alcaldía a pesar de ser el más votado. Los concejales socialistas regalaron al PP la vara de mando aunque el PP era el partido menos votado en el municipio. Este acuerdo entre el PSOE y el PP acabó en tan solo 48 horas. Después de apartar a Antonio Fuster, el nuevo equipo de gobierno de socialistas y populares explotó entre acusaciones mutuas de deslealtad sumiendo al municipio en un gran desconcierto y haciéndose eco de ello periódicos como EL PAIS. Posteriormente, el nuevo alcalde del Partido Popular, Juan Davó, denunció a Antonio Fuster y éste fue procesado por varios delitos y finalmente condenado e inhabilitado para el ejercicio de cargo público, por un delito probado de prevaricación en la sección penal de la Audiencia Provincial de Alicante por una autorización verbal que otorgó para instalar una planta de compostaje en el municipio, siendo absuelto de todos los demás que falsamente se le imputaron.
Con Antonio Fuster fuera del tablero político, en las elecciones municipales de 2003, el PP ganó por primera vez en su historia, quedando al borde de la mayoría absoluta con 8 concejales, y teniendo el PSOE el mayor descalabro electoral de su historia con sólo 4 concejales encabezados por Esperanza Delgado, AIDDA 3 ya sin Antonio Fuster y con Maribel Torres de cabeza de lista e Independientes/Els Verds/EU 2. Hubo pues un relevo en la alcaldía, pasando a gobernar el municipio Gabriel Such, del PP.
En las elecciones municipales de 2007 gano el PSOE ganó con 7 concejales, los mismos que el PP, lo que le permitió a Vicente Arques ser elegido alcalde ante la falta de pactos, y al ser el PSOE la lista más votada, gobernando en minoría los socialistas. AIDDA perdió 2 concejales y se quedó solamente con 1. Independientes/Els Verds/EU perdió su representación, y entró en escena un nuevo partido político, C.C.E (Comunidad de Ciudadanos Europeos), escisión del PP poco tiempo atrás, cuya cabeza de lista fue Isabel Davó, hermana de Juan Davó y anterior primer teniente de alcalde del PP, con 2 concejales.
En las elecciones municipales de 2011 gano el PSOE ganó con 12 concejales, y el PP obtuvo los mismos 7 concejales de las anteriores elecciones. Gracias a la mayoría absoluta, que se fija en 11 concejales, Vicente Arques consiguió de nuevo investirse como alcalde. AIDDA consiguió solamente un concejal, al igual que CPA'S, ambos partidos escisiones del PSOE y el PP respectivamente.

## Monumentos y lugares de interés
- Parque natural de la Sierra Helada (o Serra Gelada): es uno de los parques naturales de la Comunidad Valenciana desde el 11 de marzo de 2005. Formada por un impresionante relieve que se alza abruptamente desde la planicie de Benidorm, Alfaz del Pi y Altea. La sierra da lugar en su frente litoral a acantilados de más de 300 m y alberga reductos de vegetación de gran valor, como la duna fósil colgante y la vegetación que la coloniza.
  - Torre Bombarda: declarada Bien de Interés Cultural.
  - Faro de Punta Albir: es una torre de vigilancia del siglo XVII que servía para avisar de los frecuentes ataques de los piratas berberiscos y estuvo habitada hasta mitad del siglo XX. En el año 2011, fue restaurada y ahora se utiliza como sala de exposiciones de arte, colecciones vinculadas a la cultura marinera, al medio ambiente y al entorno del parque natural de la Sierra Helada.
  - Minas de ocre: situadas en la falda de la Sierra Helada, su nombre se debe a la antiquísima extracción de ocre en la zona. Todavía se puede ver resquicios de aquellas civilizaciones mediterráneas que trabajaban la tierra con frutales, huertas y –en este caso- la extracción de materiales.
- Villa romana: hallazgos arqueológicos recientes demuestran la existencia de la Villa Romana de l`Albir, que data -según los expertos- de los siglos II a V después de Cristo.
- Iglesia parroquial San José: la parroquia fue erigida en 1784 bajo la advocación de San José, primer patrono del pueblo, en la actualidad hay una capilla dedicada al Cristo del Buen Acierto. Aunque el patronazgo del pueblo sigue siendo de San José.
- Iglesia Espíritu Santo: se encuentra en la zona de la playa y fue construida en el año 2010.
- Paseo de las Estrellas: es el paseo marítimo de Alfaz, en el que se va reflejando el nombre –dentro de su estrella de piedra y bronce- de los homenajeados en cada edición del Festival de Cine de Alfaz del Pi.

### Playas
- Playa del Albir: esta playa de cantos rodados se sitúa a dos kilómetros del núcleo urbano de Alfaz del Pi y está incluida en el parque natural de la Serra Helada. Durante muchos años ha ostentado la Bandera Azul por la limpieza de sus aguas.
- Cala de La Mina: se sitúa en el corazón del parque natural de la Serra Helada y su difícil acceso por tierra la conserva en un estado casi salvaje. Es muy visitada por embarcaciones de recreo, que tienen en ella un gran lugar para fondear.
- Cala del Médico: es otra de las tres pequeñas calas con las que cuenta el municipio y que se sitúa en el parque natural de la Serra Helada. También cuenta con un difícil acceso por tierra.

## Cultura

### Festival de cine
El Festival de Cine de Alfaz del Pi es un festival anual y que reúne a aficionados, críticos, directores, actores, guionistas, técnicos y profesionales de los diversos ámbitos relacionados con el mundo de la imagen. Juan Luis Iborra, alma mater del encuentro, encabeza un equipo profesional. En julio, se celebra el Festival de Cine Alfaz del Pi, que en el año 2013 llegó a su 25.ª edición. En ellos se entregan los premios Faro de plata.
Desde el primer año, rostros conocidos de la gran pantalla estuvieron en Alfaz del Pi: José Luis López Vázquez, Verónica Forqué, Paco Rabal, Marisa Paredes, Miguel Bosé, Maribel Verdú o Almodóvar fueron algunos de ellos.

### Fiestas
Fiestas de la Creueta: todos los años, coincidiendo con el 1 de mayo, se celebra una fiesta organizada por los Mayorales de la Creueta, designados para la ocasión, y que gira en torno a la "Cruz de Piedra" situada en la calle Herrerías. Cruz de Piedra adornada floralmente para la ocasión y donde durante tres días se honra la Cruz de Mayo con actos lúdicos y religiosos realizados in situ donde está la Santa Cruz de Piedra.
Fiestas del Albir: el carácter fiestero de Alfaz del Pi se manifiesta tradicionalmente en dos momentos muy concretos: en agosto, con las fiestas del El Albir, y en noviembre, con la celebración de las fiestas patronales en honor del Santísimo Cristo del Buen Acierto. Las fiestas del Albir se celebran en verano (generalmente el fin de semana después de la fiesta del 15 de agosto) y duran tres días. Están caracterizadas por celebrar actos lúdicos para todos los públicos.
Fiestas del Jubileo y del Santísimo Cristo del Buen Acierto: se celebra del 6 al 10 de noviembre con mucha alegría, colores, desfile del humor, ofrenda de flores, correfocs, procesión, misa en honor al Santísimo Cristo del Buen Acierto.
Fiestas en honor a la Inmaculada: todos los años coincidiendo con el puente de la Inmaculada del 6 al 8 de diciembre. Estas fiestas son llamadas "Fiestas de la Purísima" ya que desde el comienzo han sido llevadas exclusivamente por mujeres. Importante Procesión del día 8 donde los consortes de las mayoralas sacan a hombros la imagen de la Inmaculada.

### Gastronomía
La gastronomía de Alfaz del Pi se enclava en la tradición de la comarca de la Marina Baja, elaborada con ingredientes de primera calidad como pescado fresco y jugoso de la bahía y todo tipo de arroces. También "Pilotes amb dacsa" (Pelotas de carne y maíz), cocas saladas y dulces, "Pebrera Ofegá" y borreta.
Además, en la población se cultivan y embotellan unos vinos con denominación de origen: los vinos Mendoza.

### Deporte
Alfaz del Pi tiene un centro de entrenamiento considerado uno de los mejores de la provincia. Las condiciones climáticas hacen posible el deporte de alta competición o los entrenamientos durante todo el año. Tiene una pista de atletismo con una cuerda de 400 m, área de lanzamientos, gimnasios, piscina, pistas de tenis, de frontón y baloncesto, tres campos de fútbol, uno de césped natural y dos de césped artificial (uno en el polideportivo municipal y otro en la zona de El Albir). Además, cuenta con el nuevo pabellón Pau Gasol, inaugurado en julio de 2010, que se compone de una pista múltiple y una pista de baloncesto central. En los alrededores del pabellón se encuentran pistas de pádel.
En estas infraestructuras han entrenado atletas de la talla de Sophia Warner y Luguelín Santos o lanzadores como Gerd Kanter, entre otros.

## Localidades hermanadas
El municipio de Alfaz del Pi está hermanado con las siguientes localidades:
- Lescar, Francia
- Oslo, Noruega
- Covarrubias, Burgos, España (17 de mayo de 2017)